# Bath (Dél-Dakota)
Bath statisztikai település az Amerikai Egyesült Államok Dél-Dakota államában, Brown megyében. Lakosainak száma 142 fő (2020. április 1.).

## Népesség
A település népességének változása:

| 2010 | 172 |
| 2020 | 142 |